# Mas Mendrat i capella de Santa Magdalena
El Mas Mendrat i capella de Santa Magdalena és una obra de Montellà i Martinet (Baixa Cerdanya) inclosa a l'Inventari del Patrimoni Arquitectònic de Catalunya.

## Descripció
Gran mas cerdà, en forma d'U, amb el cos principal de tres pisos orientat a l'est i amb l'era situada entre ell i dos cossos perpendiculars.
Ben a prop, al nord-est del mas, hi ha la capella romànica de Santa Magdalena (segle xiii), és un petit edifici d'una sola nau i absis semicircular i coberta per una volta apuntada, amb una finestra monolítica trevolada a la part superior de la paret oest.

## Història
El mas Mendrat ha estat restaurat modernament i la capella de Santa Magdalena també.